# Tremosine
Tremosine (met de klemtoon op de tweede lettergreep) is een gemeente in de Italiaanse provincie Brescia (regio Lombardije) aan het Gardameer en telt 2070 inwoners (31-12-2004). De oppervlakte bedraagt 72,3 km², de bevolkingsdichtheid is 27 inwoners per km².
Tremosine sul Garda telt de volgende Frazioni: Arias, Bazzanega, Cadignano, Campione del Garda, Castone, Mezzema, Musio, Pieve (het hoofddorp), Pregasio, Priezzo, Secastello, Sermerio, Sompriezzo, Ustecchio, Vesio, Villa, Voiandes, Voltino 

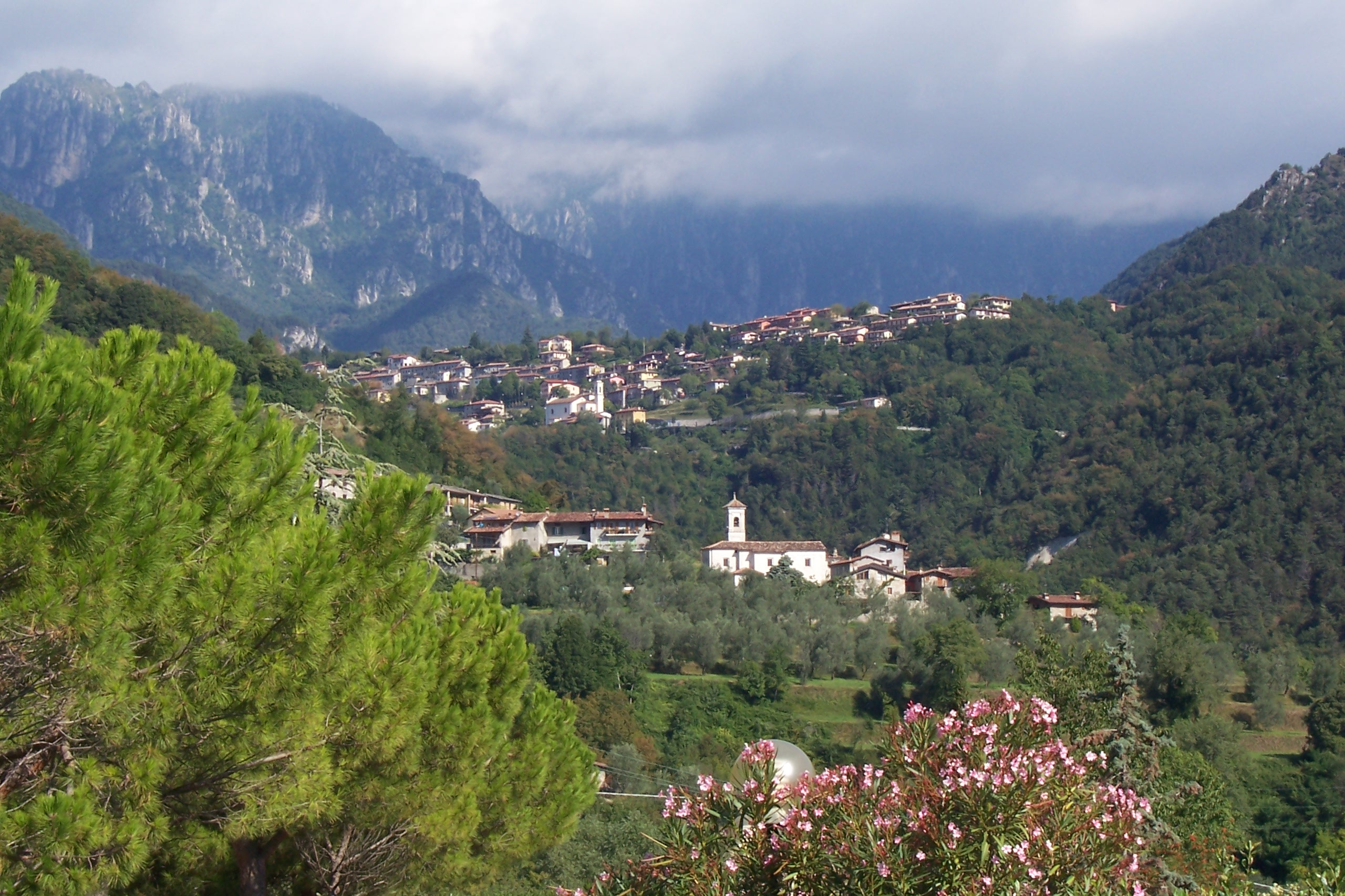
Tremosine
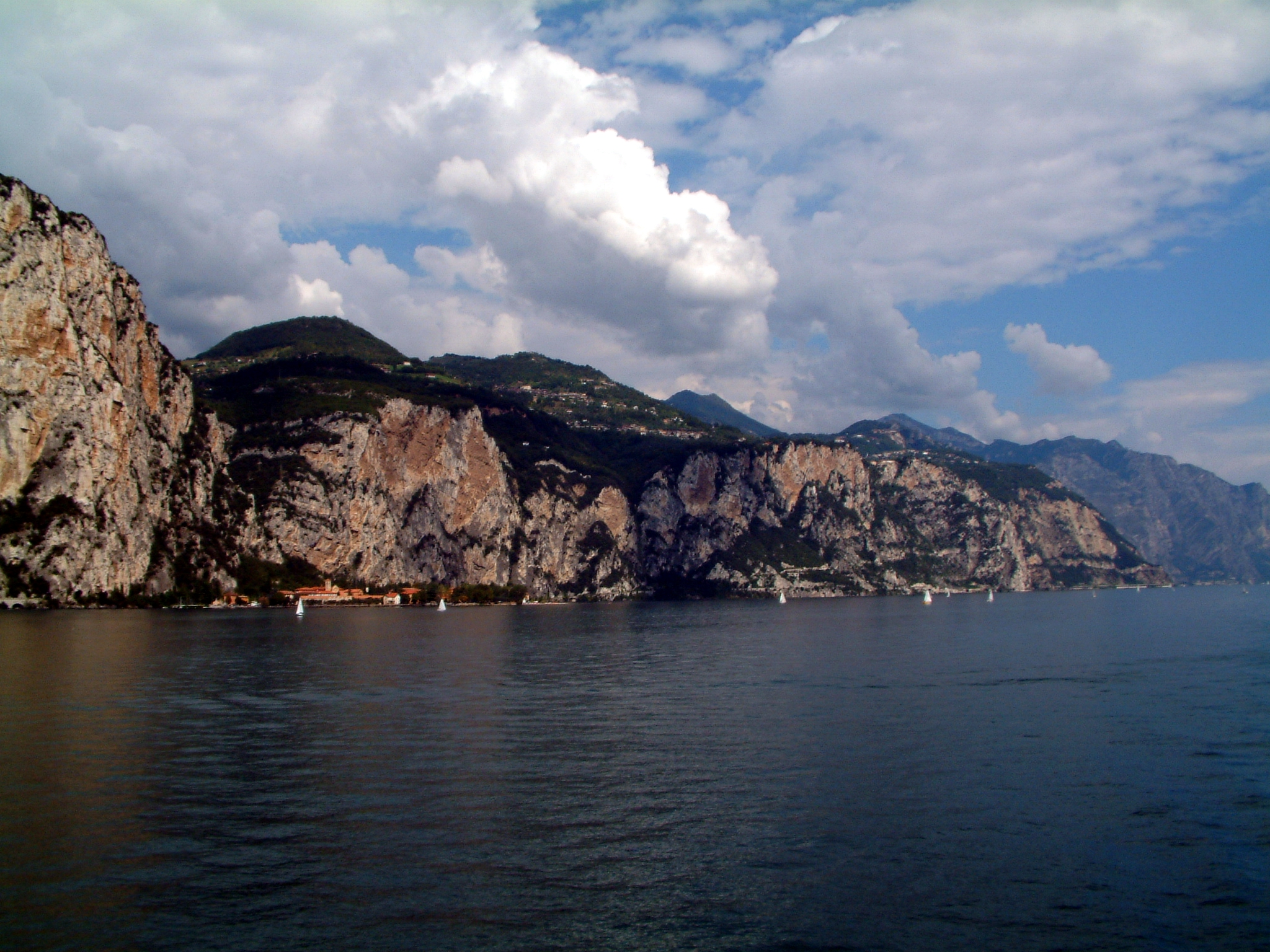
Tremosine
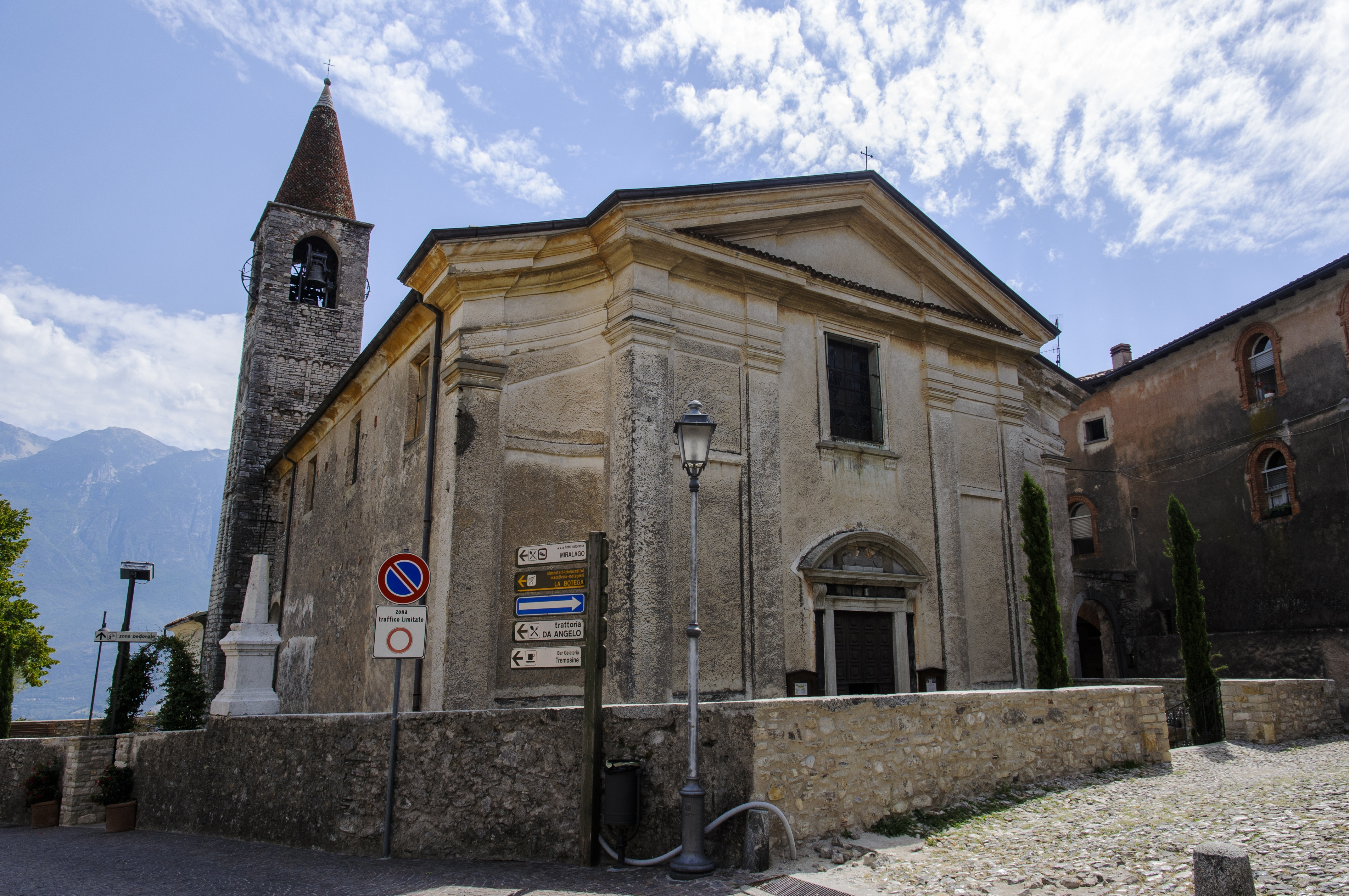
Kerk San Giovanni Battista Pieve
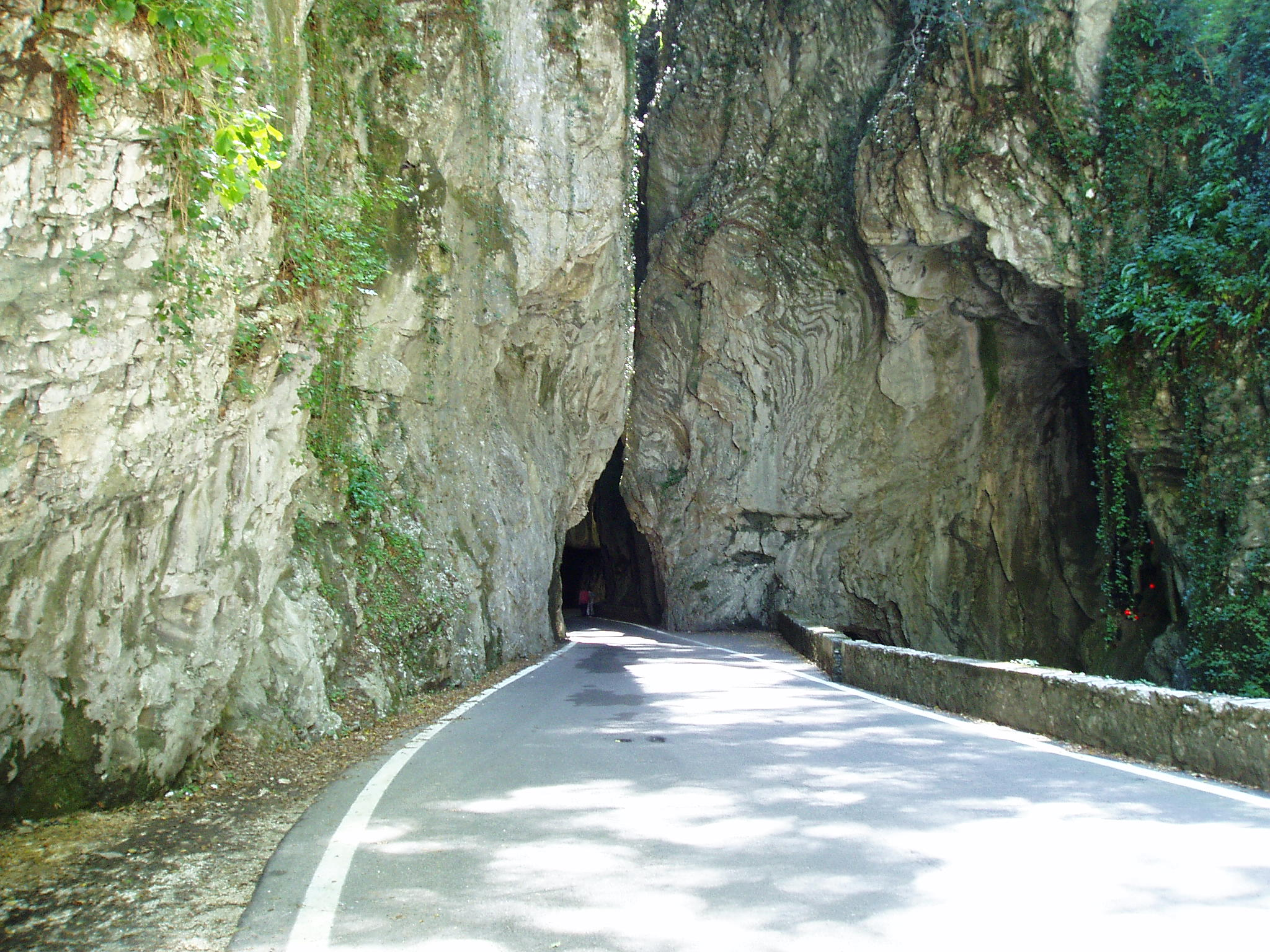
Ingresso della Forra

## Demografie
Tremosine telt ongeveer 928 huishoudens. Het aantal inwoners steeg in de periode 1991-2001 met 3,3% volgens cijfers uit de tienjaarlijkse volkstellingen van ISTAT.
| Jaar | Inwoneraantal |
| ---- | ------------- |
| 1991 | 1862          |
| 2001 | 1923          |

## Geografie
De gemeente ligt op ongeveer 414 m boven zeeniveau.
Tremosine grenst aan de volgende gemeenten: Brenzone (VR), Limone sul Garda, Magasa, Malcesine (VR), Molina di Ledro (TN), Tiarno di Sopra (TN), Tignale.